# 1384

## أحداث
- حصار لشبونة في الفترة ما بين 29 مايو و3 سبتمبر.
- تيمورلنك يقوم بغزو السلطنة الجلائرية في غرب فارس

## مواليد
- أنتوني، دوق برابانت
- خليل سلطان
- يولاند من أراغون

## وفيات
- جون ويكليف
- شاه شجاع
- شمس الدين الكرماني
- شهاب الدين أحمد بن فضل الله العمري
- لويس الأول دوق أنجو